# حسق بوليفي
حسق بوليفي (الاسم العلمي:Priva boliviana) هو نوع من النباتات يتبع جنس الحسق من الفصيلة اللويزية.